# 漆竹生
漆竹生（1916年—1987年），男，江西宜丰人，中国法语语言文学家，曾任上海外国语学院教授、博士生导师。